# Greatest Hits, Vols. I and II. (Queen)

## Lista melodiilor de pe "Greatest Hits"

### Vol. I
- 01.Bohemian Rhapsody(5:53)
- 02.Another One Bites The Dust(3:37)
- 03.Killer Queen(3:04)
- 04.Fat Bottomed Girls(3:18)
- 05.Bicycle Race(2:54)
- 06.You're My Best Friend(3:08)
- 07.Don't Stop Me Now(3:33)
- 08.Save me(3:41)
- 09.Crazy Little Thing Called Love(2:34)
- 10.Somebody to love(3:37)
- 11.Now I'm Here(4:03)
- 12.Good Old Fashioned Lover Boy(2:55)
- 13.Play the game(3:33)
- 14.Flash(2:44)
- 15.Seven Seas of Rhye(2:48)
- 16.We Will Rock You(2:00)
- 17.We are the champions(3:00)

### Vol. II
- 01.A Kind of Magic(4:05)
- 02.Under Pressure(with David Bowie)(3:53)
- 03.Radio Ga-Ga (5:18)
- 04.I Want It All(4:33)
- 05.I Want To Break Free(4:20)
- 06.Innuendo(6:39)
- 07.It's a hard life(4:14)
- 08.Breakthru(4:13)
- 09.Who Wants To Live Forever?(3:54)
- 10.Headlong(4:43)
- 11.The Miracle(5:10)
- 12.I'm going slightly mad(4:24)
- 13.The Invisible Man(4:17)
- 14.Hammer to fall(3:37)
- 15.Friends Will Be Friends(4:15)
- 16.The Show Must Go On(4:23)
- 17.One Vision(4:20)